# Walter H. Tyler
Walter H. Tyler (Los Angeles, 28 marzo 1909 – Contea di Orange, 3 novembre 1990) è stato uno scenografo statunitense.
Ha vinto un Oscar alla migliore scenografia nel 1951 e ha ricevuto altre nove volte la candidatura al Premio Oscar nella stessa categoria. Spesso ha collaborato con Hal Pereira.

## Filmografia parziale
- Kitty, regia di Mitchell Leisen (1945)
- Scandalo internazionale (A Foreign Affair), regia di Billy Wilder (1948)
- Sansone e Dalila (Samson and Delilah), regia di Cecil B. DeMille (1949)
- La gioia della vita (Riding High), regia di Frank Capra (1950)
- Un posto al sole (A Place in the Sun), regia di George Stevens (1951)
- Il più grande spettacolo del mondo (The Greatest Show on Earth), regia di Cecil B. DeMille (1952)
- Vacanze romane (Roman Holiday), regia di William Wyler (1953)
- Il cavaliere della valle solitaria (Shane), regia di George Stevens (1953)
- Sabrina, regia di Billy Wilder (1954)
- I dieci comandamenti (The Ten Commandments), regia di Cecil B. DeMille
- Il mago della pioggia (The Rainmaker), regia di Joseph Anthony (1956)
- 1958 - I bucanieri
- 1959 - Il prezzo del successo
- 1959 - Il giorno della vendetta
- 1960 - Un marziano sulla Terra
- 1961 - Estate e fumo
- 1961 - Blue Hawaii
- 1962 - Cento ragazze e un marinaio
- 1966 - Paradiso hawaiano
- 1968 - La strana coppia
- 1970 - Spruzza, sparisci e spara
- 1973 - Nanù, il figlio della giungla
- 1974 - L'isola sul tetto del mondo